# Дерево Штерна — Броко
Дерево Штерна — Броко — способ расположения всех неотрицательных несократимых дробей в вершинах упорядоченного бесконечного двоичного дерева.
В каждом узле дерева Штерна — Броко (иногда также называемого деревом Фарея) стоит медианта {\displaystyle {\frac {m+m'}{n+n'}}} дробей {\displaystyle {\frac {m}{n}}} и {\displaystyle {\frac {m'}{n'}}}, стоящих в ближайших к этому узлу левом и правом верхних узлах. Начальный кусок дерева Штерна — Броко в этом случае выглядит так:
Близким по построению к дереву Штерна — Броко является дерево Калкина — Уилфа, в котором дробь {\displaystyle {\frac {1}{1}}} является корнем, а все прочие узлы заполняются по следующему алгоритму: каждая вершина {\displaystyle {\frac {m}{n}}} имеет двух потомков: левого {\displaystyle {\frac {m}{m+n}}} и правого {\displaystyle {\frac {m+n}{n}}}.

## История
В книге Р. Грэма, Д. Кнута, О. Паташника «Конкретная математика» открытие «дерева Штерна — Броко» связывается с именами Морица Штерна (1858) и Ахилла Броко (1860). Однако аналогичное построение в форме «дерева Калкина — Уилфа» было известно ещё древнегреческим математикам.
Оно описано под именем «порождения всех отношений из отношения равенства как из матери и корня» в двух математических обзорах II в. н. э., принадлежащих Никомаху Герасскому и Теону Смирнскому.
Теон сообщает, что эта конструкция была известна Эратосфену Киренскому — знаменитому учёному, жившему в III в. до н. э.

## Свойства
- Все дроби в деревьях Калкина — Уилфа и Штерна — Броко несократимы.
- Каждая несократимая дробь появляется в дереве ровно один раз.

Для дерева Калкина — Уилфа эти свойства легко доказываются, если заметить, что каждому шагу по дереву в направлении к корню соответствует элементарный шаг вычитания меньшего числа из большего в алгоритме Евклида для поиска наибольшего общего делителя.
Для дерева Штерна — Броко доказательство основано на следующей лемме: если {\displaystyle p_{1}/q_{1}<p_{2}/q_{2}} — дроби в двух соседних узлах дерева, то {\displaystyle q_{1}p_{2}-q_{2}p_{1}=1}.

## Система счисления Штерна — Броко
Можно воспользоваться символами L и R для идентификации левой и правой ветви при продвижении вниз по дереву от корня, дроби 1/1, к некоторой определённой дроби. Тогда каждая положительная дробь получает единственное представление в виде строки состоящей из символов «R» и «L» (дроби 1/1 соответствует пустая строка). Такое представление положительных рациональных чисел назовём системой счисления Штерна — Броко. К примеру, обозначение LRRL соответствует дроби 5/7.